# T-21 (戦車)
T-21豆戦車はソビエト連邦の試作豆戦車である。

## 概要
1920年代末にソ連は複数の豆戦車を開発した。T-21はその内の一つである。
T-17の計画を受け継ぐもので、乗員数を2名に改良した。
1929年に開発に着手され、翌年には、他の豆戦車の開発に比べると比較的早く生産可能な体制が出来上がった。

## 性能と生産
開発が完了した1930年に早速試験が行われ、ひとまず合格した。
しかし他の豆戦車と比べても特に装甲などの面で貧弱なT-21は多くの欠点が指摘され、年内にこの欠点をある程度修正した上で再び試験が行われ、ようやく生産が始まった。
しかしほどなくして大量生産体制に移行したT-27が豆戦車としてT-21をあらゆる面で凌駕していることが判明するやいなや、生産は中止となった。

## 実戦
1年で生産が中止されたものの、10数台が生産され、1938年までは一部の部隊では運用されていた。
それ以降の実戦運用の記録はないが、豆戦車の中でも特に軽量なT-21は、戦車をそのまま航空機で輸送する計画があった空挺部隊に資料などが提供された。

## その他
第二次世界大戦勃発後ハンガリーで製造されたトゥラーンなどのライセンス元である、チェコスロヴァキア・シュコダ社開発の中戦車にもT-21(ロシア語)が存在するが、特に関係はない。

## 参考
- http://www.battlefield.ru/t21-t23.html